# Sext Apuleu (cònsol any 14)
Sext Apuleu (en llatí: Sextus Appuleius Sex. f. Sex. n.) va ser un magistrat romà, probablement fill de Sext Apuleu, que va ser cònsol l'any 29 aC. Formava part de la gens Apuleia, una família romana d'origen plebeu i patrici.
Va ser cònsol l'any 14, el mateix any en què va morir August. Dió Cassi diu que era parent d'August, i atès que Tàcit parla d'una neta d'una germana d'August de nom Apuleia Varília que va ser acusada de traïció i adulteri l'any 17, es pot pensar que aquesta Apuleia Varília seria filla d'Apuleu amb Marcel·la, neboda d'August; però aquesta relació no es pot establir amb seguretat.